# Трис-Гефирес
Трис-Ге́фирес (греч. Τρεις Γέφυρες — дословно — «три моста») — район на севере Афин, расположенный к северу от пересечения проспекта Лиосион (Λεωφόρος Λιοσίων) с проспектом Кифисьяс. Граничит с афинскими районами Като-Патисия, Сеполия и общиной Айи-Анарьири.
Район получил своё название по трём мостам, которые пересекают его территорию над проспектом Кифисьяс.